# Deltocyathus vaughani
Deltocyathus vaughani is een rifkoralensoort uit de familie van de Deltocyathidae. De wetenschappelijke naam van de soort is voor het eerst geldig gepubliceerd in 1932 door Yabe & Eguchi.